# HIARCS
HIARCS — комерційна комп'ютерна шахова програма, яку розробив Марк Уніак. Назва програми — акронім від Вища Інтелектуальна Шахова Система Авто Відповіді (англ. Higher Intelligence Auto Response Chess System).
Перша версія програми була випущена в 1980. Версія 11, перша версія, яка підтримує багатопроцесорність, була випущена в грудні 2006 р. Сила програми більше зумовлена її позиційними алгоритмами, ніж пошуковою швидкістю.
HIARCS доступна для Microsoft Windows, Mac OS X та Palm OS. Це одна з небагатьох програм високої сили, доступних для Mac OS X[джерело?].